# Рудник Горо (нікелевий)
Рудник Горо (нікелевий) — гірничодобувний майданчик у Меланезії на острові Нова Каледонія (заморське володіння Франції).
Потужний нікелевий проєкт Горо узялась реалізовувати канадська гірничодобувна компанія Inco, яку в 2006-му (ще до запуску рудника) поглинула бразильска Vale. Певний час вона мала 74 % участі, тоді як ще 21 % припадали на Sumic Nickel Netherland, проте надалі під контролем Vale опинилось 95 % участі. Ще 5 % отримала Société de Participation Minière du Sud Calédonien (SPMSC), яку створили три провінції Нової Каледонії.
Видобуток руди почався у 2010 році. Розробка ведеться відкритим способом, при цьому товщина шару розкривних порід становить біля 15 метрів, а руда залягає на глибинах до 50—60 метрів. Копальня видає як лімонітову, так і сапролітову руду, суміш яких подається по пульпопроводу довжиною 8 кілометрів на гідрометалургійний завод Горо.
Річна потужність майданчика запроєктована у 4 млн тонн сухої руди та 12 млн тонн розкривних порід, чого мало бути достатньо для продукування 60 тисяч тонн нікелю та 5 тисяч тонн кобальту. В 2019-му фактично видобули 2,5 млн тонн руди, що дозволило отримати 23,4 тисячі тонн нікелю та 1,7 тисячі тонн кобальту. В 2021 році фактичний видобуток Горо становив 3,2 млн тонн.
У 2021-му новим власником проєкту стала компанія Prony Resources New Caledonia, в який 51 % отримали представники власне Нової Каледонії — робітники Prony Resources, місцеві общини та SPMSC. Ще 30 % відійшло новозеландському фонду AJO, а 19 % отримав міжнародний концерн Trafigura.
У тій же першій половині 2020-х нікелева промисловість Нової Каледонії зустрілась з серйозними проблемами через несприятливу ринкову ситуацію. Так, корпорація Glencore в 2024-му оголосила про консервацію іншого гігантського проєкту Коніамбо, втім, Prony Resources погодилась продовжити роботи на Горо після отримання від французької держави кредиту в 140 млн євро на додачу до щорічних енергетичних субсидій у 40 млн євро.
Також можливо вказати, що при реалізації первісного плану розробки запасів руди мало вистачити на 29 років.